# Odlok 770
Odlok 770/1966 je bil odlok vlade Socialistične republike Romunije pod vodstvom Nicolaeja Ceaușescuja, s katerim je država močno omejila dostopnost umetnega splava z namenom povečevanja števila prebivalstva. Odlok je bil sprejet oktobra 1966, v veljavo je stopil naslednje leto in v naslednjih nekaj letih povzročil znaten porast števila rojstev v državi, sčasoma pa so ga ljudje zaobšli na nelegalne načine in rodnost se je kljub državnemu nadzoru znova približala stopnji v sosednjih državah.

## Ozadje
Romunija je liberalizirala splav leta 1957 po sovjetskem zgledu, ker takrat veljavna prepoved ni imela skoraj nobenega učinka in delno zato, da bi oblast pomirila ljudstvo ob prvem množičnejšem valu nezadovoljstva nad režimom po sovjetskem zgledu v vzhodnem bloku, ki ga je sprožila madžarska revolucija leto prej. Splav je postal dostopen vsem ženskam na zahtevo in dokaj poceni, ker pa ga ni spremljala dostopnost kontracepcije in drugih sodobnih metod nadzora rojstev, je kmalu postal glavna metoda nadzora rojstev v državi. V naslednjem desetletju se je število umetnih splavov povečalo s 30 na 408 na 100 živorojenih otrok leta 1966, torej štirje splavljeni na vsakega živorojenca. Hkrati je število rojstev padlo s približno 25 na 1000 prebivalcev na leto za skoraj polovico, na 14,3.
Ko je prišel na oblast Ceaușescu, je postala demografija pomembno politično in ideološko vprašanje. Ceaușescu se je osebno zavzel za drugačno družinsko politiko, s katero je država prevzemala izrazito pokroviteljski odnos do družinskega življenja ljudi, da bi na ta način gradila idealno socialistično družbo. Že pred njegovo vladavino je denimo otežila ločitev, ki je po letu 1966 z odlokom 779/1966 postala možna le v izjemnih razmerah. Pronatalistična politika je bila odraz iste ideologije in hkrati sredstvo, s katerim se je Ceaușescu distanciral od Sovjetske zveze. V uradnem programu KP Romunije je bil kasneje izrecno zapisan cilj povečanja števila prebivalstva na vsaj 25 milijonov leta 1990 in okrog 30 milijonov leta 2000.

## Vsebina in izvajanje
S preambulo odloka 770 je bila rast prebivalstva prvič javno izražena kot legitimen politični cilj, čeprav je besedilo postavljalo skrb za zdravje mater na prvo mesto. Izdajo odloka je pospremilo veliko število prispevkov v partijskih občilih.
Sam odlok je vseboval osem členov, ki so ga umeščali v romunski pravni red in določali sankcije za neupoštevanje ter izjeme. Izjeme je našteval drugi člen odloka, med njimi so bili zdravstveni razlogi (ogrožanje življenja matere, verjetne dedne bolezni za otroka, duševna ali telesna invalidnost matere), starost matere in nosečnost kot posledica posilstva ali incesta. Takšen splav je lahko v prvem trimesečju nosečnosti odobrila samo zdravniška komisija po zapletenem administrativnem postopku, zaradi birokratskih ovir je pomenilo, da je bil v praksi legalen splav praktično nemogoč, razen za ženske, starejše od 45 let, ki so dokazale, da so rodile že štiri otroke in zanje skrbijo. Prizanesljivejši zdravniki so včasih izkoriščali le nekoliko dvoumen šesti člen, ki je opredeljeval terminologijo, in so izvedli urgentni splav zaradi krvavitve nosečnice. Če niso našli očitnih znakov nedokončanega nelegalnega posega, ki se je takrat izvajal izključno z abrazijo, so zabeležili splav kot spontan. Sicer je bila ženska deležna kazenskih sankcij, poleg nje pa tudi izvajalec nelegalnega splava in njegovi pomočniki. Po ocenah se je približno polovica nelegalnih poskusov splavitve končala s komplikacijami, ki so zahtevale zdravniško pomoč, od teh je bilo več kot pol primerov sankcioniranih. Sankcije je določal kazenski zakonik, ki je bil ob sprejemu odloka 770 dopolnjen. Za ženske, ki so se odločile za splav, je to v večini primerov pomenilo prisilno delo brez plačila in delno izgubo državljanskih pravic, zdravniškega kadra pa je v državi primanjkovalo, zato so bili izvajalci običajno kaznovani s prepovedjo delovanja v ginekologiji in porodništvu ter premestitvijo v drug del države.
Po približno dveh letih se je rast rodnosti obrnila, saj se je oblikovalo razmeroma učinkovito podtalno omrežje, ki je pomagalo ženskam pri prekinjanju nosečnosti. Režim je reagiral in leta 1974 je začela državna propaganda še bolj intenzivno poudarjati vlogo žensk in številčnih družin pri izgradnji socialističnega družbenega reda. Dopolnilni odlok, ki je razlagal in natančneje opredeljeval izvajanje odloka 770, je bil do takrat razširjen na 47 členov, ki jih je dopolnjevalo 11 strani dodatkov o medicinskih izjemah, ki so dovoljevale prekinitev nosečnosti, in še 11 strani administrativne ureditve zdravstvenega sistema. Pravila so vzpostavila še strožji nadzor nad načrtovanjem družine, s posebnim poudarkom na urgentnih splavih, ki so prej omogočali zaobiti zakonodajo. Hkrati so postavili zdravnike v nehvaležno dvojno vlogo pomočnikov in nadzornikov, ob budni spremljavi predstavnikov oblasti v komisijah. Moč sistema je bila kljub natančnemu nadzoru v praksi omejena s prijateljskimi odnosi, podkupninami ipd., po drugi strani pa se je razmahnila kultura strahu in sumničavosti s pogostim izsiljevanjem, obtoževanjem in ustrahovanjem med ljudmi. Pri tem je državna propaganda stalno poudarjala skrb za zdravje kot glavni motiv ureditve. Kot kompromis je bila starostna meja spuščena na 40 let, kar pa na rodnost ni imelo bistvenega vpliva.
Zadnja faza nadzora se je pričela leta 1985 s sprejemom odloka 411, ki je znova modificiral odlok 770. Po njem je bil splav znova širše dostopen le ženskam nad 45. letom starosti, ki so že skrbele za pet otrok (namesto štirih iz prej veljavnih pravil). Pred tem je režim dopolnil strategijo uveljavljanja pravil tako, da je finančno kaznoval zdravnike, če niso izpolnjevali norm povečevanja rodnosti in zmanjševanja smrtnosti novorojencev na območju, ki ga je pokrivala njihova bolnišnica. Prepoved umetnega splava, ki je bila uvedena z odlokom 770, je naposled odpravila začasna vlada le nekaj dni po romunski revoluciji leta 1989, s katero je bil strmoglavljen Ceaușescujev režim.

## Posledice
Takoj po sprejemu odloka je število splavov na živorojenega otroka drastično padlo, s približno štiri na 0,3. Posledično se je rodnost povečala, pred letom 1966 je bila pod povprečjem primerljivih vzhodnoevropskih držav, nato pa je dosegla skoraj dvakratnik. Po letu 1968 pa je rodnost zaradi vzpostavitve alternativnih poti prekinjanja nosečnosti spet strmo padla in se začela znova približevati vrednostim pred 1966. Po oceni se je v desetih letih rodilo približno 1,2 milijona več otrok kot če bi rodnost sledila trendom sosednjih držav. Prebivalstvo se je v tem času povečalo za 2,3 milijona, torej je bil odlok odgovoren za polovico tega prirasta in je po učinku primerljiv z ameriškim povojnim »baby boomom«. Zaostritev pravil leta 1974 je povzročila drugi vrh rodnosti, ki pa je bil v primerjavi s prvim mnogo manjši. Do leta 1983 je stopnja rodnosti padla na raven leta 1966. Še en očitnejši vrh je bil po sprejemu odloka 411, ki pa je bil morda navidezen, saj se je razmahnilo ponarejanje statistike, ko je bila zdravnikom naložena neposredna odgovornost za izvajanje demografskih načrtov države.
Sovjetska oblast je kritizirala odlok z argumentom, da taka politika še nikoli ni vodila v dolgoročno povečanje stopnje rojstev, temveč zgolj prisilila ženske v iskanje nelegalnih rešitev, ki še bolj ogrožajo njihovo zdravje in življenje. Obširnejše mednarodne pozornosti ni bil deležen, še posebej ne na Zahodu, je pa sovjetska kritika dala začasen vtis, da je Ceaușescu upornik, »drugačen komunist«, ki si prizadeva za večjo avtonomijo svojega naroda. Družinska politika je bila v tem smislu le eden od vidikov zapletenih mednarodnih odnosov med hladno vojno.
Dolgoročno je ta politika povzročila, da je veliko otrok pristalo v sirotišnicah. V Romuniji se je zanje uveljavilo poimenovanje decreței. To niso bile sirote v pravem pomenu besede, temveč nenačrtovani oz. neželeni otroci, ki so jih starši oddali v skrb države, saj niso zmogli skrbeti zanje. Sčasoma je nastalo približno 600 takih ustanov, v katerih je do 1980. let odraščalo več kot 100.000 otrok. Vodja romunske izpostave Unicefa jih je označil za »izgubljeno generacijo«, saj so se zaradi pomanjkanja stabilnega družinskega okolja mnogi znašli na družbenem robu. Avtorja vplivne knjige Freakonomics celo utemeljujeta, da je bila revolucija v Romuniji posebej nasilna prav zaradi teh otrok, ki so bili leta 1989 v »revolucionarnih« zgodnjih 20. letih starosti. Mnogi otroci so imeli tudi fizične ali duševne posledice nestrokovnih poskusov prekinitve nosečnosti, kot so fizični napori in vstavljanje različnih »domačih« abortifacientov.
Romunska ureditev je služila kot navdih za leta 1985 izdani distopični roman Deklina zgodba pisateljice Margaret Atwood. Zgodbo iz časov prepovedi umetnega splava v Romuniji pripoveduje tudi dramski film 4 meseci, 3 tedni in 2 dneva režiserja Cristiana Mungiuja iz leta 2007.